# Schlacht bei Bamberg
Frankfurt – Magdeburg – Werben – Breitenfeld – Bamberg – Rain – Wiesloch – Alte Veste – Lützen – Hessisch Oldendorf – Steinau – Liegnitz – Regensburg – Nördlingen
In der Schlacht bei Bamberg am 9. März 1632 im Dreißigjährigen Krieg eroberten die Truppen der Katholischen Liga unter Generalleutnant Johann T’Serclaes von Tilly das zuvor unter dem schwedischen Feldmarschall Gustav Horn eingenommene Bamberg zurück. Es war die erste spürbare Niederlage der Schweden in Deutschland im Dreißigjährigen Krieg.
Im „Nachgefecht bei Oberhaid“ am 12. März griff Feldmarschall Horn Bamberg erneut an, wurde von Tilly aber über Haßfurt und Königsberg nach Schweinfurt in die Flucht geschlagen.

## Einnahme Bambergs durch die Schweden
Das Hauptheer der Schweden, das nach Heilmanns Aufzeichnungen aus 18.000 Mann und 30 Geschützen bestand, traf am 11. Februar 1632 in Bamberg ein. Die effektive Stärke des Heeres betrug nach Hübsch tatsächlich aber nur 14.000 Mann. Die zuvor vom Feldmarschall Pappenheim nach Bamberg kommandierten fünf Kompanien zu Ross und 500 Mann zu Fuß verließen daraufhin die Stadt. Der Bischofs (Johann Georg II. Fuchs von Dornheim) hatte bei deren Stationierung schon Bedenken geäußert. Der schwedische Feldmarschall Horn schickte zwei Trompeter voraus und forderte die kampflose Übergabe der Stadt, jedoch schossen aufgebrachte Bürger vom Rathaus aus auf die sich der Regnitzbrücke im Osten nähernden Angreifer. Später stellten sie sich auch im Westen vor der „Seeßbrücke“ den Schweden entgegen. Um Mitternacht jedoch wurde auch die Brücke von schwedischen Truppen erobert.

## Rückeroberung Bambergs durch die katholische Liga
Generalleutnant Tilly brach am 22. Februar 1632 mit seiner Armee nach Nördlingen auf. Sie bestand aus 72 Fähnlein und 60 Cornets.
Nach Hurter entsprach dies einer Stärke von 20.500 Männern, davon 6.000 beritten, auch das Theatrum Europaeum (Band 2.) geht von etwa 20.000 Mann aus. Generalquartiermeister Lorenz Münch von Steinach (auch von Rinach) schrieb in einem Brief an den Fürstbischof am 21. Februar 1632, die erwartete Truppenstärke betrage 8.000 Fußsoldaten und 3.000 Reiter, vernachlässigte dabei aber neuerworbene Truppen, die nach ersterer Quelle 8.000 Mann („neuerworbener bayerischer Ausschuss“) betragen habe. Tilly schrieb in einem 1632 in Augsburg gedruckten Bericht, die Truppenstärke habe 12.000 Mann betragen, ließ aber auch den neuerworbenen Ausschuss unberücksichtigt. Auch Johann Looshorn (Das Bisthum Bamberg von 1400-1556, 1900) bestätigt die Zahlen „12.000 Mann ... plus 8.000 Mann bayerischer Landmiliz“.
Am 8. März traf Tilly in Forchheim auf Johann Philipp Cratz von Scharffenstein, der auf Anordnung Maximilians mit seinen mindestens 800 Pferden und 1600 Mann in Richtung Hirschaid zog. Nach Angaben des Pottensteiner Vogtes Johann Schnelzing muss die Truppenstärke aber weit größer gewesen sein. Am nächsten Tag brachen Cratz’ und Tillys Truppen nach Bamberg auf, in Hirschaid („eine Stunde vor Bamberg“) fand ein Kriegsrat statt. Gegen Abend schickte Tilly zwei Kompanien (Dragoner und Kroaten) unter Otto Heinrich Fuggers Führung voraus.
In Bamberg standen der Armee die Männer Gustav Horns gegenüber, im Detail 4421 zu Fuß und 3735 beritten, also insgesamt 8156 Mann. Auch fünf Regimenter fränkischer Kreistruppen (ungefähr 2.300 Mann) kämpften auf Seiten der Schweden. Nach Angaben des schwedischen Generalkommissärs Heußner gingen die Schweden von einer eigenen Stärke von 96 Fähnlein und 54 Cornets aus.
Horn hatte seine Soldaten ermutigt, die Befestigung der Schanzen fertigzustellen, was sich aufgrund des Frosts bisweilen als schwierig erwies. Sie waren immer noch damit beschäftigt, als die von Tilly vorgeschickten Truppen eintrafen. Die von diesem Aufmarsch ermutigten Bamberger Bürger töteten einige von Horns Soldaten, die im Gegenzug etwa 20 der Bürger töteten. Die Anstrengungen, die Feldmarschall Horn unternahm, ein Blutbad in der Stadt zu verhindern, wurde in den offiziellen Berichten verschwiegen.
Als Horn die Truppen bemerkte, schickte er den Grafen Solms zu seinen Soldaten, um einen zu frühen Ausbruch von Kämpfen zu verhindern. Gleichzeitig schickte er den Oberst Andreas von Kochtizky zum Reiterregiment Baudissin, um dieses in Bereitschaft zu versetzen. Der Bote (ob Kochtizky oder ein von ihm eingesetzter weiterer Bote, geht aus dem Text nicht eindeutig hervor) fehlinterpretierte diesen Befehl und das Regiment Baudissin ging unter der Führung von Oberstleutnant Johann von Bülow zum Angriff auf Tillys Truppen über.
Als Horn dies wiederum bemerkte, rief er sie zurück, um sich hinter den Schanzen zu verstecken. Seine Truppen waren aber schon in Berührung mit den Angreifern gekommen und wieder auf der Flucht. Die „Solms’schen Knechte“, die an den Schanzanlagen arbeiteten, wurden von dieser Flucht mitgezogen, was den bayrisch-ligistischen Truppen erlaubte, in die Stadt eindringen. Dabei erlitt Solms eine Schusswunde im Bein.

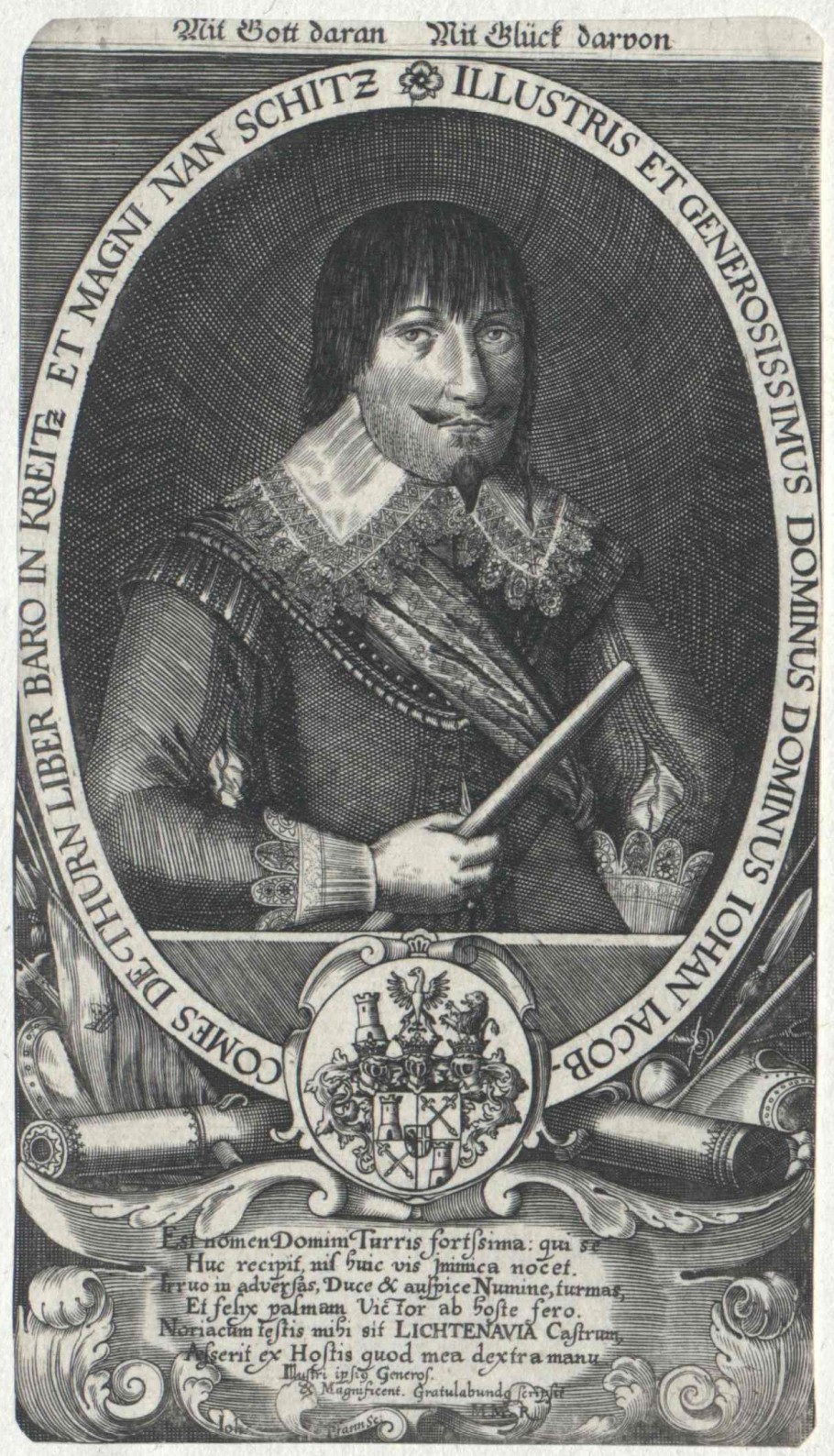
Jakob von Thurn (Joh. Pfann, 17. Jahrhundert)

Der zur damaligen Zeit noch junge Graf Johann Jakob von Thurn unterstützte Horn dabei, die bayerischen Truppen wieder über die Brücke zu drängen, bevor sie diese abwarfen (zerstörten). Bis in die Nacht hinein entwickelte sich nun ein „hartnäckiges Feuergefecht“, viele Gebäude in der Stadt brannten ab.
Tilly baute an der Brücke gegenüber dem damaligen Gasthaus zum Einhorn (heute: Deutsches Haus) zwei Geschütze auf, woraufhin sich die schwedischen Truppen zwischen 1 und 2 Uhr nachts durch die Stadttore bei St. Jakob (heute: Torschuster) und auf dem Kaulberg, sowie das „Pfeufersthore“ zurückzogen. Die Stadt wurde nun von Tillys Truppen eingenommen. Er schickte seine Soldaten aus, um die fliehenden Schweden zu verfolgen. 2 bis 3 deutsche Meilen (jeweils knapp 7,5 km) sollen sie ihnen hinterhergeritten sein.
Auf Seiten der Liga wurde behauptet, die Schweden hätten bei der Verfolgung 3.000 bis 4.000 Mann verloren. Gustav Horn sprach im Bericht an den König, es seien insgesamt (einschließlich der Truppen Tillys) nur 400 Mann gestorben. Auf bayerisch-kaiserlicher Seite gab es wenig Tote, darunter Graf Alwig von Sulz und ein weiterer kaiserlicher Oberstleutnant.

## Nachgefecht bei Oberhaid
Horn wurde zwischenzeitlich von zwei kroatischen Soldaten gefangen genommen, aber von 17 seiner Reiter wieder befreit. Er sammelte seine verbliebene Armee in Haßfurt. Er griff am 12. März sehr zum Unmut Tillys (wie in Tillys Bericht an Maximilian von Bayern „kaum [zu] verhehlen“) in Ober- und Unterhaid erneut an und steckte die Dörfer in Brand. Einige Kroaten versuchten Tillys Bericht zufolge, über den Main zu fliehen, wobei manche von ihnen ertranken. Einige aber sollen kämpfend auf die bayerischen Reiter gewartet haben, nach deren Ankunft die Schweden geflohen seien.
Tilly begab sich nun zur Verfolgung mit den 8.000 Mann bayerischer Landmiliz bis nach Königsberg in Franken, die schwedischen Truppen hatten sich aber bereits bis nach Schweinfurt zurückgezogen. Königsberg wurde von Tillys Truppen weitestgehend widerstandslos eingenommen.